# Leonel Pernía
Leonel Adrián Pernía (ur. 27 września 1975 roku w Tandil) – argentyński kierowca wyścigowy.

## Kariera
Pernía rozpoczął karierę w międzynarodowych wyścigach samochodowych w 1988 roku od startów w Turismo Carretera Argentina, gdzie odniósł jedno zwycięstwo. Z dorobkiem 31,5 punktu uplasował się tam na 29 pozycji w klasyfikacji generalnej. W późniejszych latach Argentyńczyk pojawiał się także w stawce Turismo Nacional (TN) Argentina, TSC, Zonal del Atlántico, Argentina, Turismo Carretera Mouras, TC Pista Argentina, TC2000, urismo Carretera Argentina, Top Race V6 Argentina, TC2000 Copa Endurance Series Argentina, World Touring Car Championship oraz Super TC2000.
W World Touring Car Championship Argentyńczyk dołączył do stawki podczas włoskiej rundy w sezonie 2010 ze szwedzką ekipą Chevrolet Motorsport Sweden. Uplasował się odpowiednio na 18 i 10 pozycji. Z dorobkiem jednego punktu uplasował się na 22 pozycji w końcowej klasyfikacji kierowców.